# Thenay (Indre)
Thenay é uma comuna francesa na região administrativa do Centro, no departamento Indre. Estende-se por uma área de 33,71 km². Em 2010 a comuna tinha 911 habitantes (densidade: 27 hab./km²).